# 波森科納 (密西西比州)
波森科納（英語：Possum Corner）是位於美國密西西比州威爾金森縣的非建制地區。

## 地理
波森科納所處的海拔為高於海平面32米（即105英呎），而該地所採用的時區為UTC-6，即北美中部時區（CST）。同時該地設有夏令時間，為UTC-6調快一小時，即UTC-5（CDT）。